# 水族
水族是中国一个少数民族，主要分布在贵州省三都水族自治县，及贵州荔波、独山、都匀、榕江及从江等县市，以及广西壮族自治区融安、南丹、环江及河池等县，人口约为41.2万人（2010年统计），水族在越南也有分布，但被划为巴天族。

## 族源及发展
根据上海复旦大學研究分析，水族可以算是岭南百越中骆越人的一支。明代的史册中已经有水族的名称了。水族人自称/ʔai˧sui˧/，其中/ʔai˧/的意思是人。迄今为止，尚未发现一部完整的水族史书，在水族民间、在水族研究史上，出现殷人后裔说、两广源流说、江西迁来说、江南迁来说等等，关于水族的起源历史学家一直众说纷纭，莫衷一是。
在DNA测序研究中发现，水族的祖先来自于中国北方，是西北地域民族的血缘。

## 水族人口分布
| 位次 | 地区       | 总人口        | 水族    | 占水族 人口比例（%） | 占地区 少数民族 人口比例（%） | 占地区 人口比例（%） |
|      | 合计       | 1,245,110,826 | 407,000 | 100                  | 0.3864                        | 0.03269              |
|      | 31省份合计 | 1,242,612,226 | 406,902 | 99.98                | 0.3867                        | 0.03275              |
| G1   | 西南地区   | 193,085,172   | 382,633 | 94.01                | 1.0616                        | 0.19817              |
| G2   | 中南地区   | 350,658,477   | 17,940  | 4.41                 | 0.0607                        | 0.00512              |
| G3   | 华东地区   | 358,849,244   | 5,131   | 1.26                 | 0.2053                        | 0.00143              |
| G4   | 华北地区   | 145,896,933   | 593     | 0.15                 | 0.0068                        | 0.00041              |
| G5   | 西北地区   | 89,258,221    | 429     | 0.11                 | 0.0025                        | 0.00048              |
| G6   | 东北地区   | 104,864,179   | 176     | 0.04                 | 0.0016                        | 0.00017              |
| 1    | 贵州       | 35,247,695    | 369,723 | 90.84                | 2.7724                        | 1.04893              |
| 2    | 广西       | 43,854,538    | 15,476  | 3.80                 | 0.0920                        | 0.03529              |
| 3    | 云南       | 42,360,089    | 12,533  | 3.08                 | 0.0885                        | 0.02959              |
| 4    | 江苏       | 73,043,577    | 2,775   | 0.68                 | 1.0677                        | 0.00380              |
| 5    | 广东       | 85,225,007    | 1,948   | 0.48                 | 0.1535                        | 0.00229              |
| 6    | 浙江       | 45,930,651    | 1,421   | 0.35                 | 0.3594                        | 0.00309              |
| 7    | 河北       | 66,684,419    | 383     | 0.09                 | 0.0132                        | 0.00057              |
| 8    | 福建       | 34,097,947    | 353     | 0.09                 | 0.0605                        | 0.00104              |
| 9    | 安徽       | 58,999,948    | 307     | 0.08                 | 0.0772                        | 0.00052              |
| 10   | 新疆       | 18,459,511    | 301     | 0.07                 | 0.0027                        | 0.00163              |
| 11   | 湖南       | 63,274,173    | 270     | 0.07                 | 0.0042                        | 0.00043              |
| 12   | 四川       | 82,348,296    | 257     | 0.06                 | 0.0062                        | 0.00031              |
| 13   | 重庆       | 30,512,763    | 120     | 0.03                 | 0.0061                        | 0.00039              |
| 14   | 黑龙江     | 36,237,576    | 118     | 0.03                 | 0.0067                        | 0.00033              |
| 15   | 上海       | 16,407,734    | 103     | 0.03                 | 0.0992                        | 0.00063              |
| 16   | 北京       | 13,569,194    | 100     | 0.02                 | 0.0171                        | 0.00074              |
| 17   | 山东       | 89,971,789    | 95      | 0.02                 | 0.0150                        | 0.00011              |
| 18   | 湖北       | 59,508,870    | 94      | 0.02                 | 0.0036                        | 0.00016              |
| 19   | 甘肃       | 25,124,282    | 88      | 0.02                 | 0.0040                        | 0.00035              |
| 20   | 河南       | 91,236,854    | 80      | 0.02                 | 0.0070                        | 0.00009              |
| 21   | 江西       | 40,397,598    | 77      | 0.02                 | 0.0613                        | 0.00019              |
| 22   | 海南       | 7,559,035     | 72      | 0.02                 | 0.0055                        | 0.00095              |
| 23   | 内蒙       | 23,323,347    | 54      | 0.01                 | 0.0011                        | 0.00023              |
| 24   | 辽宁       | 41,824,412    | 44      | 0.010                | 0.0007                        | 0.00011              |
| 25   | 天津       | 9,848,731     | 36      | 0.01                 | 0.0135                        | 0.00037              |
| 26   | 山西       | 32,471,242    | 20      | 0.00                 | 0.0194                        | 0.00006              |
| 27   | 青海       | 4,822,963     | 20      | 0.00                 | 0.0009                        | 0.00042              |
| 28   | 陕西       | 35,365,072    | 17      | 0.00                 | 0.0096                        | 0.00005              |
| 29   | 吉林       | 26,802,191    | 14      | 0.00                 | 0.0006                        | 0.00005              |
| 30   | 宁夏       | 5,486,393     | 3       | 0.00                 | 0.0002                        | 0.00006              |
|      | 西藏       | 2,616,329     |         |                      |                               |                      |
|      | 现役军人   | 2,498,600     | 98      | 0.02                 | 0.0877                        | 0.00392              |

另外，越南于1979年，将人口极少（92人）的水族（越南语：／）并入巴天族。

## 水族在中国的自治地方
| 行政区划 | 地域名         |
| -------- | -------------- |
| 貴州省   | 三都水族自治县 |

## 语言文字
水族人的语言是水语，属壮侗语族侗水语支，现在还在使用。
水族人有自己的文字称为“水书”，字方法有象形、会意、谐音和假借，约有1400个，与纳西族的东巴文一样，是世界上仍在使用的象形文字，只有少数巫师认识作占卜之用，现在多数水族人已不认识，普遍使用汉文。

## 宗教信仰
水族人信仰多神、万物有灵的原始宗教，崇拜自然物。

## 文化
- 水历：水族有自己的历法——水历。水历将一年分为12个月和四季，农历九月作为岁首，把农历八月当岁末，以十二地支记日。
- 水书：水族人把自己的文字和用这种文字写成的典籍统称为“泐（音le）虽”。书中记载的有关农事、营建、出行、婚丧等规矩条文至今还在水族地区产生广泛的影响。有关专家认为，水书相当于汉族的《易经》。2002年3月，中国国家档案局、中央档案馆将水书列入了首批“中国档案文献遗产名录”。

### 婚俗
水族婚姻遵守同宗不婚，婚俗很传统，即使是自由恋爱也要明媒正娶，否则不合礼俗，要受歧视。婚礼中新郎家的亲人在新娘进门要回避，新婚之夜，新娘不与新郎同宿，第二天新娘要回娘家住。婚期之后，新郎再去请新娘回来，开始夫妻生活。有些新娘第一次回门会长达一两个月，谓之“坐家”，这就是“不落夫家”婚俗。新娘出嫁的路上，最忌讳打雷变天，所以婚期多在秋冬举行。

### 丧葬
水族实行土葬，若死者是妇女要等娘家人验看后才能入殓。所有程序要请水书先生来主持，并且严格依照水书条文。有能力的人家，要请人演奏丧乐，唱丧歌，跳丧舞。

## 建筑
水族人的传统建筑为干栏式，多用杉松木建造，屋顶用杉树皮或瓦片覆盖，分上下两层，楼下圈养牲畜，楼上住人。

## 服饰
水族人崇尚藏青色和黑色，男子用青布包头，女子身座青布长裤。女子喜欢戴围有茨藜花纹的围兜，衣裤的口边也有花边装饰。
水族妇女擅长制作一种叫做[反结]的绣品，是用白马尾缠上白丝线绣成各种精美图案，“反结”指用梭结法刺绣而成的背带，这种背带由几十块不同形状的图案拼镶而成，很耗费工时，但极为精美。还有一种水族的刺绣精品叫做者勾，是一种尖端双翘的刺绣鞋。

## 工艺
水族妇女织的“水家布”（即九阡青布）纱质精细均匀，独特的豆浆画印染工艺技术，相传已有700多年的历史，所染青、蓝、绿色深透耐洗。

## 饮食
水族人主要从事农业，以种植水稻为主，“九阡酒”是他们的传统佳酿。
水族妇女炮製的“鱼包韭菜”是水族的特色菜，传说先人以九种菜和鱼虾做成药驱除百病。做法是将韭菜、糟辣及葱、姜、蒜等调味品填进清洗好的鱼腹，捆扎好后清炖或清蒸而成。

## 节日
在水族众多的传统节日中最隆重的是“端节”。
- 端节即是水族的新年，又称“瓜节”，水族群众叫“借端”。在水历十二月至次年二月（即农历八月下旬至十月上旬）每逢亥（猪）日过节。各地区过节的先后次序是不能颠倒或混淆的，时至今日，各地水族基本上是同宗同姓的一同过节。主要活动为祭祀和赛马。水历的除夕与初一相连的两顿饭要忌荤食素，但不忌鱼虾。水族妇女泡制的“鱼包韭菜”也是端节酒席上必备的佳肴。

## 名人
- 潘一志
- 邓恩铭
- 周韦彤